# Porcellio palmae
Porcellio palmae là một loài chân đều trong họ Porcellionidae. Loài này được Hoese miêu tả khoa học năm 1985.